# Парламентские выборы в Узбекистане (2019—2020)
Выборы в Законодательную палату Олий Мажлиса Республики Узбекистан, а также в областные, районные и городские советы народных депутатов состоялись 22 декабря (первый тур) 2019 года. Второй тур намечался на 5 января 2020 года.
Как и предыдущие, эти выборы будут проводиться по мажоритарной избирательной системе, по методу абсолютного большинства. Радикальным отличием от предыдущих выборов стало принятие нового избирательного кодекса, обеспечившего прямое пропорциональное избирательное право. Выборы проходят под лозунгом «Новый Узбекистан — новые выборы». Выборы впервые в истории Узбекистана проходят в атмосфере реального соперничества партий, регулярных дебатов лидеров и членов партий, беспрецедентным использованием для агитации кандидатов и освещения выборов средств массовой информации, активизмом среди избирателей.
По новому кодексу были ликвидированы все ранее существовавшие квоты на места в парламенте, поэтому Экологическое движение Узбекистана было реорганизовано в Экологическую партию Узбекистана, лишилось квоты в 15 мест и самостоятельно боролось за голоса на выборах. Кандидаты в депутаты местных, районных и городских советов (кенгашей), а также в Законодательную палату могут выдвигаться исключительно зарегистрированными политическими партиями, однако в каждом округе на депутатское место претендует по одному кандидату от каждой партии. Всем им были обеспечены равные условия для агитации избирателей и представления своих программ. Ежедневно на государственных телеканалах велись дебаты между представителями партий.
Затраты на проведение этих парламентских выборов планировались в размере более 230,55 млрд сум (около 25 млн долларов США).

## Избирательная система
Все 150 депутатов Законодательной палаты будут избраны по мажоритарной системе. В отличие от предыдущих парламентских выборов, места для Экологического движения Узбекистана больше не резервируются.

## Ключевые даты
- 20 сентября 2019 года — ЦИК Узбекистана назначил дату выборов и объявил начало избирательной кампании[5].
- 18 ноября 2019 года — дан старт предвыборной агитации[6].

## Участники
| Партия                                               | Мест в нынешнем парламенте |
| ---------------------------------------------------- | -------------------------- |
| Либерально-демократическая партия Узбекистана        | 52                         |
| Демократическая партия Узбекистана «Миллий тикланиш» | 36                         |
| Народно-демократическая партия Узбекистана           | 27                         |
| Социал-демократическая партия Узбекистана «Адолат»   | 20                         |
| Экологическая партия Узбекистана                     | 15                         |

## Недопущение к выборам непарламентской оппозиции
Как и в предыдущие выборы, на эти выборы не были допущены по-настоящему оппозиционные движения и партии, вынужденные функционировать за пределами Узбекистана из-за отсутствия официальной регистрации и фактического запрета на территории Узбекистана. В декабре 2018 года проживающий в Турции лидер демократической партии «Эрк» и Народного движения Узбекистана Мухаммад Салих в интервью узбекской службе «Голоса Америки» заявил о своём желании участвовать на предстоящих парламентских выборах, но ни ЦИК Республики Узбекистан, ни официальные власти Узбекистана никак не прокомментировали это заявление. Как и в предыдущих парламентских выборах, к участию в нынешних выборах не были допущены из-за отсутствия официальной регистрации две старейших оппозиционных партий Узбекистана — демократическая партия «Эрк» и партия «Бирлик», а также другие незарегистрированные оппозиционные партии и движения, такие как Народное движение Узбекистана, Коммунистическая партия Узбекистана и народно-демократическая партия «Бирдамлик». В марте 2018 года бывший председатель СГБ Республики Узбекистан Ихтиёр Абдуллаев (в сентябре 2019 года приговорён к 18 годам лишения свободы) в ходе своего выступления на 14-м заседании Сената Олий Мажлиса Республики Узбекистан заявил следующее: «У нас есть данные, что негосударственные оппозиционные партии „Эрк“ и „Бирлик“ обращались в Министерство юстиции. Их основная цель на сегодня — легализовать свою деятельность, а завтра — нарушить мир и спокойствие в нашей стране». Эксперт по Центральной Азии Аркадий Дубнов, комментируя эти слова, отметил: «Обратите внимание на ключевые слова о негосударственных оппозиционных партиях „Эрк“ и „Бирлик“, сказанные шефом СГБ. Они означают, что господин Абдуллаев, сформированный как чиновник советской и постсоветской каримовской системой, не представляет себе, что политические партии создаются не государством, а людьми, имеющими собственные взгляды, отличающимися от мнения руководства, но желающими блага своей стране и согражданам». Слова Абдуллаева также восприняли озабоченно ряд узбекистанских и иностранных правозащитников и оппозиционеров, а также международные организации, такие как Human Rights Watch. Из-за невозможности участия на выборах настоящей оппозиции, эксперты оценили эти выборы как не соответствующие настоящим демократическим принципам. Формальной оппозицией на выборах стали те же демократическая партия «Миллий тикланиш», Народно-демократическая партия Узбекистана, социал-демократическая партия «Адолат» и Экологическая партия Узбекистана, которые позиционируют себя как «конструктивная парламентская оппозиция».
После первого тура, который состоялся 22 декабря, комментируя выборы, председатель ЦИК Республики Узбекистан Мирза-Улугбек Абдусаламов заявил, что на выборах имеют право участвовать в том числе не входящие в нынешний парламент политические партии и силы при выполнении некоторых условий, и ни о никаких запретах и ограничений в отношении их нет и допустил их участия в следующих выборах. Говоря о внепарламентской оппозиции, Абдусаламов упомянул демократическую партию «Эрк» и партию «Бирлик», назвав их старейшими политическими силами страны. Впервые в новейшей истории страны, официальное лицо Узбекистана в своём интервью добровольно упомянул и произнёс названия этих партий, упоминание и публичное произнесение которых в период диктатуры бывшего президента страны Ислама Каримова были под тотальным и жестким табу. После этого заявления, один из лидеров партии «Бирлик» в интервью узбекской службе «Радио Свобода» обвинил Абдусаламова во лжи, когда он говорил об «отсутствии запретов и ограничений». Стало известно, что партия «Бирлик» до выборов девять раз обращалась в Министерство юстиции Республики Узбекистан с требованием об официальной регистрации и допуске к выборам, но каждый раз получала отказ, но в отличие от предыдущих лет, оппозиционер признался, что сотрудники Минюста общались с обратившимся к ним активистами партии весьма вежливо. «Бирлик» также заявила о сформировании партийных ячеек в каждом регионе Узбекистана.
Между тем, в узбекистанском сегменте социальных сетей, особенно в Facebook, Twitter и Instagram среди пользователей бурно стала обсуждаться тема гипотетического участия настоящих оппозиционных партий на этих выборах. Среди узбекских блогеров проводились опросы, поднимался вопрос обязательного участия вышеупомянутых партий в следующих выборах, началась кампания и флешмоб по теме «Не надо бояться оппозиции — она наше зеркало, она любит Родину не меньше вас», «У открывшегося миру Узбекистана должна быть настоящая оппозиция», «Оппозиция — не зло и не страшилка», «Хватит пугать оппозицией» и др. Из-за массового обсуждения недопуска оппозиции к выборам и призывов к их допуску, в ходе своих выступлений стали оправдываться и делать различные нейтральные заявления ряд официальных лиц страны. Из-за беспрецедентной популярности этой темы, президент страны Шавкат Мирзиёев впервые был вынужден публично заговорить о теме оппозиции. После проведения первого тура выборов, 28 декабря 2019 года Шавкат Мирзиёев во время встречи с молодёжью, в своем разговоре упоминая тему оппозиции сказал: «В Сети обсуждается оппозиция. Какую пользу она принесла? Я как президент не против оппозиции, но нужно создавать среду, чтобы она появилась у нас, чтобы это были люди, которые знают проблемы народа, пережили вместе с ним все проблемы, которые пили воду здесь и ели хлеб здесь», косвенно подтвердив отсутствие реальной оппозиции в стране и недопущения возврата оппозиции из заграницы. После этого заявления, многие приняли это как сигнал и «добро» на создание оппозиционных партий внутри страны. Это заявление было принято многими блогерами, оппозиционерами и экспертами как хороший и адекватный сигнал — впервые в новейшей истории независимого Узбекистана президент страны публично заговорил об оппозиции, вдобавок заявив что не против её возникновения.

## Акции протеста
После объявления о начале избирательной кампании в середине сентября 2019 года, в различных уголках Узбекистана стали возникать стихийные акции протеста из-за систематического отсутствия и веерных отключений электричества и газа, длинных очередей на автозаправках, которые являются результатами продолжающегося уже несколько лет энергетического кризиса в Узбекистане — в большей части Узбекистана на постоянной основе несколько раз на несколько часов в сутки отключается электричество и газ, в некоторых районах они отключаются на несколько дней или недель, из-за дефицита бензина и дизеля цены на них повысились, возникли длинные очереди на заправках, из-за чего многие автомобили перешли на газ, но и на газовых заправках систематически возникают очереди, так как кроме автомобилей, там заправляют и бытовые газовые баллоны для отопления и готовки еды. Люди в знак протеста и с требованиями обеспечения их электричеством и газом стали перекрывать важные автотрассы и улицы, и открыто устраивать несанкционированные митинги у государственных учреждений, стали задавать депутатам вопросы касающегося света и газа, тяжёлой социально-экономической ситуации в стране
, был случай серьёзной перепалки кандидата в депутаты с избирателями, которых привёло в бешенство равнодушие кандидата к их проблемам.

### Официальные митинги
Между тем, в рамках избирательной кампании, допущенные к выборам политические партии впервые в истории Узбекистана начали проводить согласованные мирные митинги и шествия со своими сторонниками во многих частях страны. Митинги были посвящены агитации и призывам голосовать за них, некоторые партии провели согласованные митинги против коррупции, незаконного оборота поддельных лекарств и т.п.

## Дебаты
Впервые в истории Узбекистана, в ходе избирательной кампании, начали проводиться публичные дебаты среди лидеров и активистов участвующих партий, а также среди остальных кандидатов. Дебаты начали проводиться сразу на нескольких телеканалах Узбекистана, как на государственных, так и на популярных частных телеканалах. Публичные дебаты были встречены населением и политологами положительно и с большим интересом, и отмечены как один из первых шагов к демократизации выборов и свободе выражения мысли кандидатами. На дебатах лидеров партий неожиданно для всех состоялась ожесточенная дискуссия о социально-экономической ситуации в стране, о зарплатах, о мигрантах, об экологии, а также о безработице.

## Наблюдатели
В качестве наблюдателей ЦИК Республики Узбекистана пригласила множество наблюдателей из различных стран и международных организаций и институтов. По оценкам, ожидается прибытие свыше 700 наблюдателей из 50 стран мира и международных организаций. Впервые в истории Узбекистана, ОБСЕ направила в качестве наблюдателей на эти выборы не ограниченную, а полноценную миссию, составляющую около 300 наблюдателей.

## «Умное голосование»
В начале ноября 2019 года в соцсетях, особенно в Twitter и Facebook узбекские блогеры выдвинули и начали популяризировать идею «умного голосования» (узб. Aqlli ovoz) по аналогии с «умным голосованием» (так называемое тактическое или вынужденное голосование) Алексея Навального в России. Блогеры начали агитировать своих читателей голосовать за любого кандидата, но не за лидеров партии или излишне старых кандидатов, желательно за самого молодого кандидата на своём бюллетене, или за кандидата-женщину независимо от партии, помогая войти в парламент молодым кандидатам. Таким образом, блогеры начали призывать насильно «омолаживать» парламент и по мере возможности помешать «без пяти минут избранным» престарелым кандидатам и лидерам партий. Эта идея была принята в соцсетях с энтузиазмом и стала получать популярность, набирая большое количество лайков, перепостов, ретвитов и комментариев.
Благодаря активному использованию «умного голосования», не смогли избираться с первого тура ряд кандидатов, которые считались фаворитами в своих избирательных округах — среди них лидер демократической партии «Миллий тикланиш» Алишер Кадыров, который выдвигался от избирательного округа № 36 (Пахтакорский район Джизакской области), не смог набрать необходимое (не менее 50 %) количество голосов и прошёл во второй тур, где его соперником станет кандидат-женщина Гульзода Зухурова от УзЛиДеП.

## Мнения до проведения выборов
- Отмечается, что в Узбекистане большинство населения мало верит в то, что выборы будут честными и открытыми, а «избранный» парламент — независимым и активным[45].
- В начале октября 2019 года на ИА REGNUM появилась информация, что хоким Ферганской области Шухрат Ганиев во время совещания со своими подчинёнными случайно проговорился, что депутаты Олий Мажлиса и местных советов назначаются сверху, а не избираются. Ганиев также заявил, что депутатами на выборах, запланированных на 22 декабря, «станут только те, кто отличится в борьбе с носителями бород и платков». В ЦИК Республики Узбекистан опровергли слова хокима, заявив, что «выборы проводятся на основе всеобщего, равного, прямого избирательного права при тайном голосовании». ЦИК также заявила, что «выборы текущего года пройдут открыто и гласно, на основе международных норм»[45].

## Результаты первого тура
По официальному сообщению ЦИК Республики Узбекистан через день после выборов — утром 23 декабря было объявлено об избрании депутатов в 128 (из 150) избирательных округах. Но 25 декабря ЦИК Республики Узбекистан сообщила, что в результате специальной проверки протоколов, выяснилось что в итоговых протоколах трёх избирательных округов были допущены серьёзные ошибки в подсчёте голосов, и итоги выборов в этих округах были аннулированы, и в этих округах состоятся повторное голосование. После этих сообщений, уточнились занятые места партий по итогам первого тура. Либерально-демократическая партия Узбекистана после первого тура пока сохранила статус правящей партии, 42 кандидата которой смогли избираться с первого тура. На втором месте демократическая партия «Миллий тикланиш» (34 кандидата прошли в парламент после первого тура), на третьем социал-демократическая партия «Адолат» (20 кандидатов), на четвёртом месте Народно-демократическая партия Узбекистана (18 кандидатов), на последнем пятом месте Экологическая партия Узбекистана, 11 кандидатов которой смогли пройти в парламент по итогам первого тура. Таким образом, все пять партий, участвующих на выборах, смогли пройти в новый парламент. Явка на первом туре составила 71,1 % — это самый низкий показатель за всю историю выборов в Узбекистане. Многие эксперты положительно оценили эти цифры, которые «не нарисованы» и свидетельствуют о частичной свободности выборов и пресечении фальсификаций со стороны многочисленных наблюдателей.
26 декабря 2019 года на официальном сайте ЦИК Республики Узбекистан был опубликован список избранных по итогам первого тура 125 (из 150) депутатов в Законодательную палату Олий Мажлиса Республики Узбекистан нового (четвёртого) созыва. Среди избранных, кроме титульной нации — узбеков, были избраны каракалпаки, таджики, туркмены и казахи, а также несколько русскоязычных: одна украинка — Елена Владимировна Бабенко (1968) от НДПУ из города Андижан одноимённой области, четверо русских: Асланова Эмма Сергеевна (1973) от УзЛиДеП из Ромитанского района Бухарской области, Борисова Елена Михайловна (1955) от СДП «Адолат» из города Ташкент одноимённой области, Коржикова Инна Ивановна (1968) от СДП «Адолат» из города Навои одноимённой области, Литвинова Ольга Ивановна (1967) от Экологической партии Узбекистана из города Ташкент одноимённой области, а также один этнический корё-сарам (кореец) — Пак Виктор Николаевич (1958) от УзЛиДеП из Бекабадского района Ташкентской области.

## Второй тур
25 декабря 2019 года в ходе собрания ЦИК Республики Узбекистан по итогам первого тура парламентских выборов, была объявлена дата второго тура. Согласно решению, 5 января 2020 года состоится второй тур в 25 избирательных округах, где ни один кандидат не набрал свыше половины голосов избирателей. Среди них — лидер демократической партии «Миллий тикланиш» — Алишер Кадыров. Во втором туре примут по два кандидата, набравших наибольшее число голосов в первом туре в своём избирательном округе. Избранным станет тот, кто наберёт больше голосов, чем его соперник.
От второго тура избиратели и эксперты ждут окончательного расклада событий — сможет ли удержать статус правящей партии Либерально-демократическая партия Узбекистана (42 места после первого тура), или демократическая партия «Миллий тикланиш» (34 мест после первого тура) догонит или перегонит правящую партию по числу мест. Гипотетические шансы на занятие статуса правящей партии имеет также социал-демократическая партия «Адолат», у которой после первого тура в парламент прошли 20 кандидатов.